# NGC 5675
NGC 5675 este o liner situată în constelația Boarul. A fost descoperită în 1785 de către William Herschel. Se află la o distanță de 60,86 de megaparseci de Pământ.